# Episcopia de Muncaci
Episcopia de Muncaci este unitate de cult a Bisericii Greco-Catolice Rutene, cu sediul la Ujhorod.

## Istoric
În anul 1596, prin Uniunea de la Brest, credincioșii de rit bizantin din Regatul Poloniei au fost scoși de sub jurisdicția Patriarhiei Moscovei și puși sub jurisdicția Scaunului Romei. În 1646 a avut loc după același model Uniunea de la Ujhorod. 
Din 1646 până în 1771 vicariatul de Muncaci, condus de un episcop, a fost sufragan (subordonat) al Arhidiecezei de Eger.
În data de 19 septembrie 1771 împărăteasa Maria Terezia a emis un decret, aprobat ulterior de Roma, care a scos Vicariatul de Muncaci de sub tutela Arhidiecezei de Eger. Astfel a fost înființată o jurisdicție ecleziastică greco-catolică de sine stătătoare.

## Vicariatul Maramureșului
Episcopul György Bizánczy a înființat în anul 1720 un vicariat greco-catolic al Maramureșului. Tot el l-a hirotonit episcop pe Inocențiu Micu-Klein în anul 1729.
Cea mai mare parte a teritoriului Vicariatului de Maramureș a devenit în anul 1853 parte a Episcopiei de Gherla, odată cu înființarea acesteia. Mitropolitul Ioan Vancea a obținut la sfârșitul secolului al XIX-lea scoaterea parohiilor române unite de la Sighetu Marmației și Slatina de sub ascultarea Episcopiei Greco-Catolice de Muncaci și arondarea lor la Episcopia de Gherla.
Odată cu înființarea Eparhiei de Maramureș prin Concordatul din 1927, a fost înființat și Vicariatul Greco-Catolic Ucrainean din România. Astfel 11 parohii greco-catolice rutene din Eparhia de Muncaci (Cehoslovacia) și 17 parohii greco-catolice rutene din Eparhia de Stanislau (Polonia) au intrat în componența Eparhiei Române Unite de Maramureș, cu sediul la Baia Mare.

## Persecuția în timpul Uniunii Sovietice
În anul 1947 episcopul Teodor Romja a supraviețuit unui atentat în care și-a pierdut viața conducătorul trăsurii în care se afla. Ajuns în spital, a fost injectat cu o substanță letală într-un al doilea atentat, coordonat de ofițerul NKVD Pavel Sudoplatov. Episcopul Romja a fost beatificat (declarat fericit) în anul 1991.